# Sangue

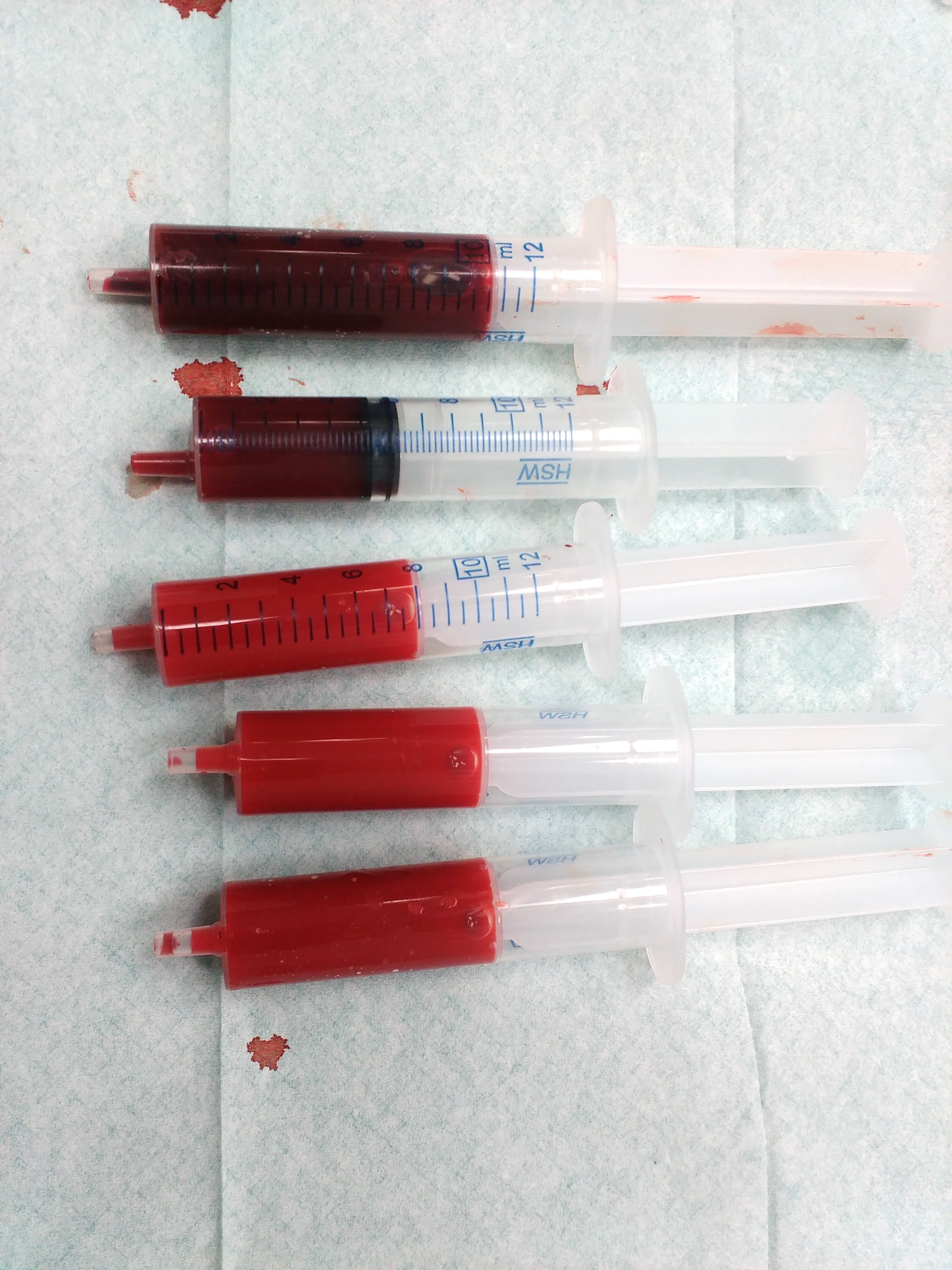
Delle siringhe contenenti sangue umano; quello più chiaro è sangue arterioso, quello più scuro sangue venoso

Il sangue è un tessuto fluido presente negli organismi dotati di apparato circolatorio; esso ha colore rosso (quello più chiaro è arterioso, quello più scuro venoso) e sapore ferroso.  Assolve numerose funzioni essenziali, in primo luogo il trasporto di ossigeno e nutrienti alle cellule dell'organismo e la parallela rimozione da esse di anidride carbonica ed altri metaboliti.
Si distingue da altri tessuti con funzione analoga come l'emolinfa degli insetti.
È composto da cellule specializzate e da una matrice extracellulare liquida, detta plasma, che gli conferisce le caratteristiche di fluido non newtoniano.

## Etimologia
L'aggettivo che si riferisce al sangue, "ematico", viene dal greco antico αἷμα, αἵματος  (hàima, hàimatos), che significa proprio "sangue", mentre il nome italiano deriva dal latino sanguis, sanguinis, di medesimo significato.

## Caratteristiche
Il sangue è composto da elementi corpuscolati come cellule e frazioni cellulari, sospesi in un liquido plasmatico costituito da acqua, sali minerali in forma ionica, proteine, glicidi ed altri soluti. Fa parte della più ampia categoria dei tessuti connettivi. Il sangue assolve a numerose funzioni che sono svolte in modo specifico dai diversi tipi cellulari e dalle proteine in esso contenute.
Il sangue fornisce le sostanze necessarie come nutrienti alle cellule corporee e trasporta i prodotti catabolici lontano dalle stesse. Trasporta inoltre l'ossigeno in quantitativi nettamente superiori a quelli che ci si aspetterebbe dalla solubilità dello stesso nel plasma, utilizzando pigmenti respiratori di metalloproteine (con atomi di ferro o di rame) come emoglobina,  emocianina, intra o extra - cellulari legandolo chimicamente in misura largamente maggiore. La circolazione permette di prelevare ossigeno dall'ambiente per poi cederlo facilmente a livello dei tessuti grazie alla particolare curva di dissociazione del complesso "pigmento respiratorio - ossigeno" che concorda con le necessità fisiologiche.
Oltre alle funzioni nutritive, il sangue costituisce una via di collegamento tra i diversi organi, che possono comunicare tra loro attraverso ormoni e mediatori chimici, assicurando l'integrazione delle funzioni dell'organismo. Esso inoltre è il veicolo sia delle cellule immunitarie (immunità innata e acquisita) e delle piastrine, che in tal modo possono raggiungere i siti in cui è necessaria la loro presenza (es. siti di flogosi), sia degli anticorpi e delle proteine del sistema coagulativo, sia delle numerose proteine di trasporto (es. lipoproteine, transferrina, ceruloplasmina, albumina) cui sono legati i composti insolubili in acqua che circolano nel sangue.
I diversi taxa animali possiedono sangue con caratteristiche molto differenti, in base ai ruoli svolti dallo stesso nell'ambito della loro fisiologia, ed in base alla diversa topografia degli organi deputati alla emopoiesi e alla storia citologica di differenziazione cellulare degli elementi corpuscolati dello stesso; l'eritropoiesi, ad esempio porta ad avere in diversi gruppi animali cellule tra loro differenti anche nell'aspetto immediatamente visibile ad un primo esame, come ad esempio la presenza o meno del nucleo cellulare.

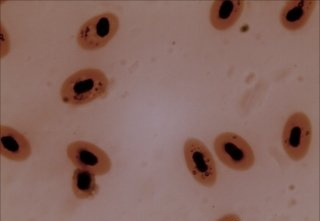
Striscio ematico al microscopio ottico: Osteichthyes, Pesci
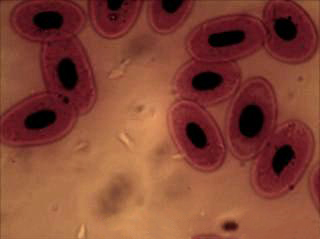
Striscio ematico al microscopio ottico: Amphibia, Anfibi
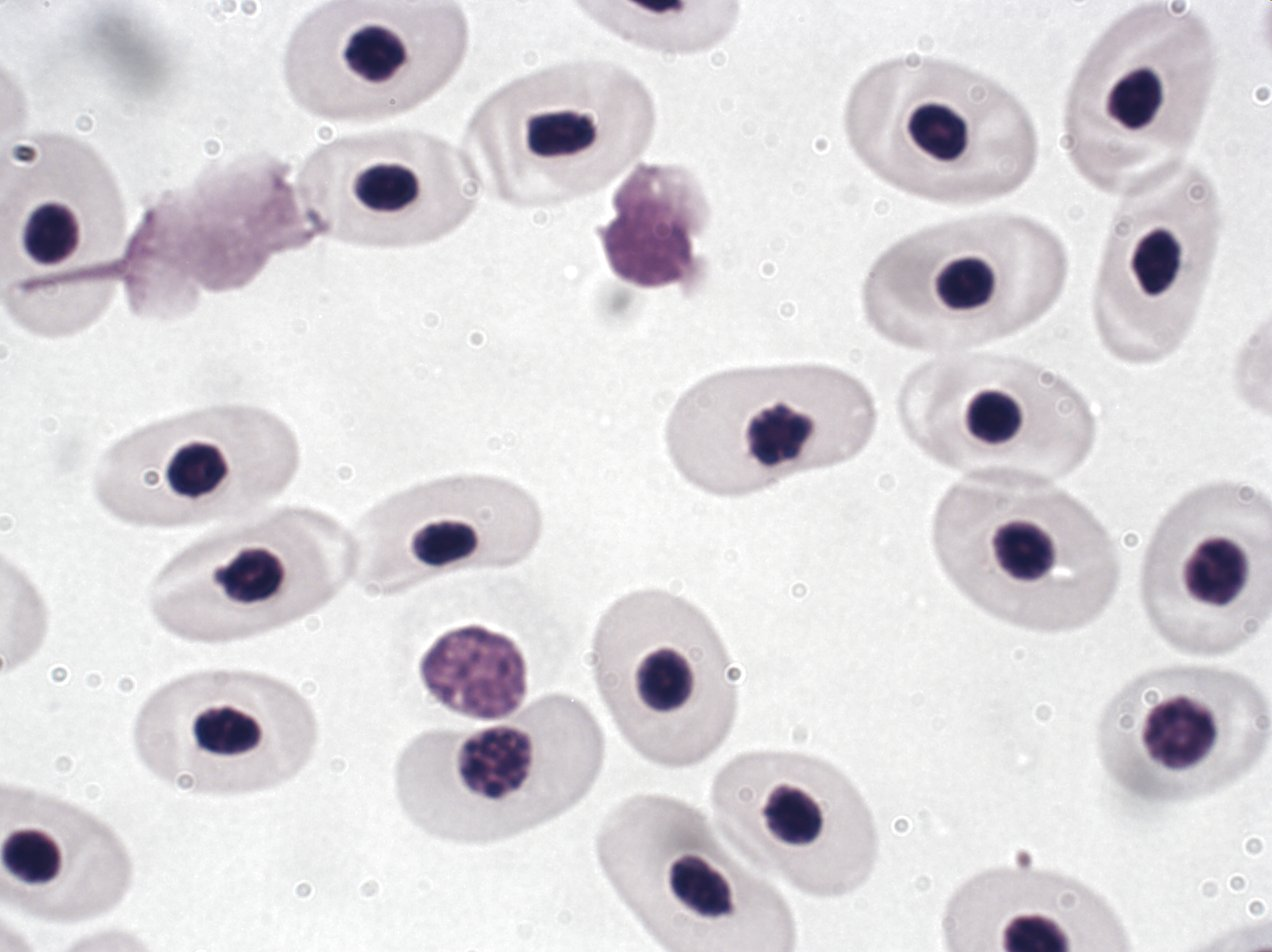
Striscio ematico al microscopio ottico: Reptilia, Rettili
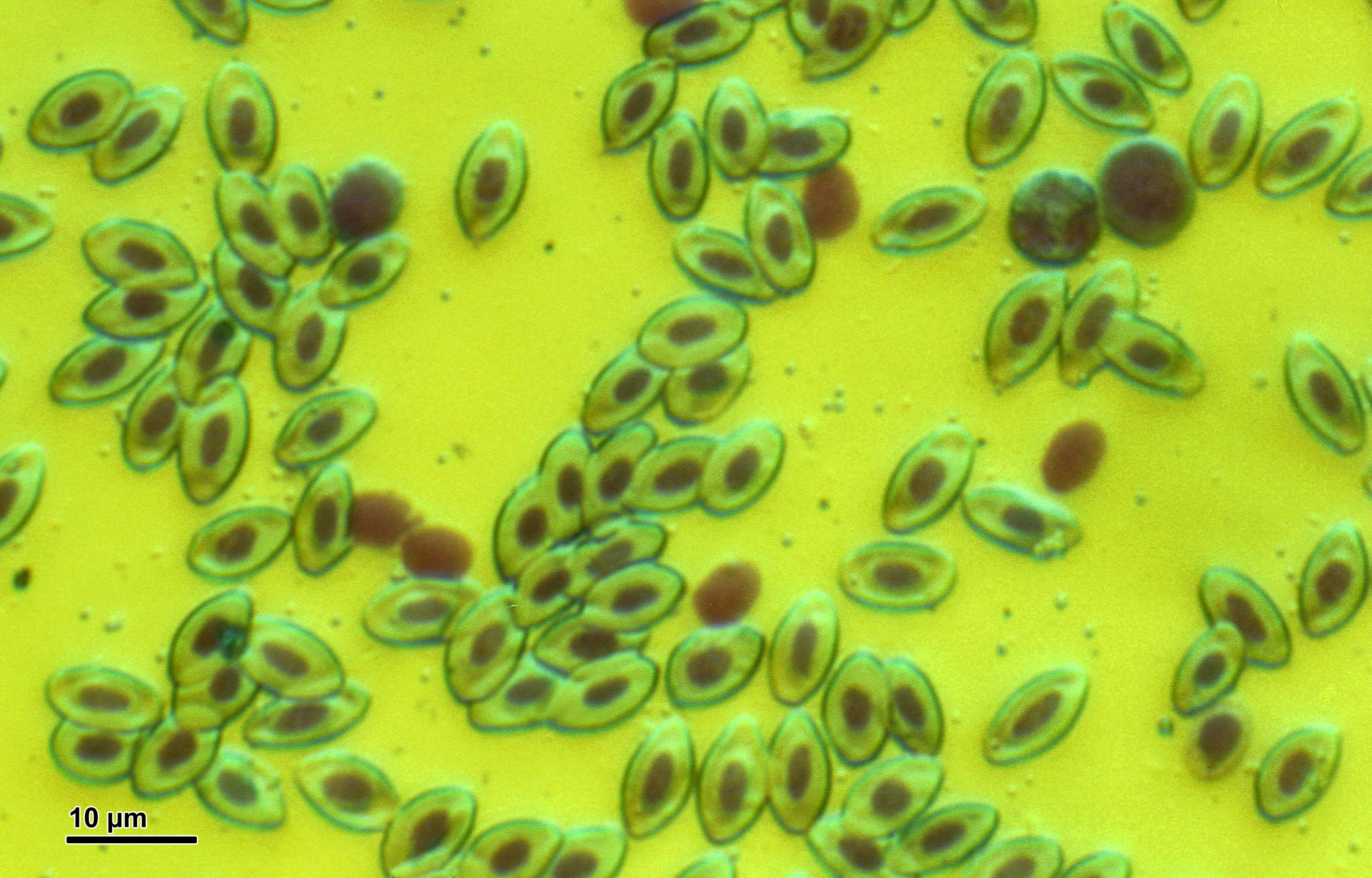
Striscio ematico al microscopio ottico: Aves, Uccelli
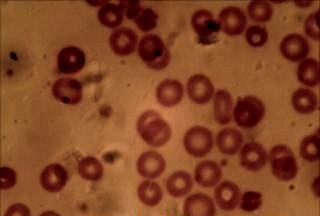
Striscio ematico al microscopio ottico: Mammalia, Mammiferi

Il sangue ha colore differente a seconda della sua composizione, in particolar modo della proteina responsabile del trasporto dell'ossigeno e da alcune situazioni particolari.
Le proteine responsabili del colore del sangue sono:
- Emoglobina (Hb), proteina a base di ferro-protoporfirina che conferisce una colorazione rossa
- Emocianina (Hc), proteina a base di rame che conferisce una colorazione blu
- Clorocruorina (Ch), proteina a base di ferro e azoto che conferisce una colorazione verde
- Emeritrina (Hr), proteina a base di due molecole di ferro che conferisce una colorazione viola

Il colore può essere influenzato anche da farmaci come nel caso della solfoemoglobinemia.

### Analisi al microscopio ottico
Poiché il sangue costituisce, in vivo, un tessuto allo stato di aggregazione liquido esso non può essere trattato con le normali tecniche di preparazione di un vetrino. Le differenze sono molteplici e possono essere sintetizzate nella seguente tabella:
|                     | Sangue                                                                        | Tessuto classico solido |
| ------------------- | ----------------------------------------------------------------------------- | --- |
| Prelievo (bioptico) | Prelievo di sangue periferico (vena cefalica o cubitale) mediante venipuntura | A seconda del tessuto coinvolto, si può parlare di biopsia (cutanea, surale, etc.); A seconda dello strumento utilizzato e nella modalità di esecuzione del prelievo si utilizza un prefisso specifico (es. agoaspirato) |
| Fissazione          | Fisica (raffreddamento o deumidificazione)                                    | Solitamente chimica (mediante l'utilizzo di fissativi fisici, come la formalina) |
| Inclusione          | Assente                                                                       | Presente |

Un aspetto importante è dato dalla colorazione: al microscopio ottico è possibile osservare soltanto la porzione corpuscolata del sangue, essendo il plasma virtualmente privo di sostanze osservabili.

## Il sangue umano

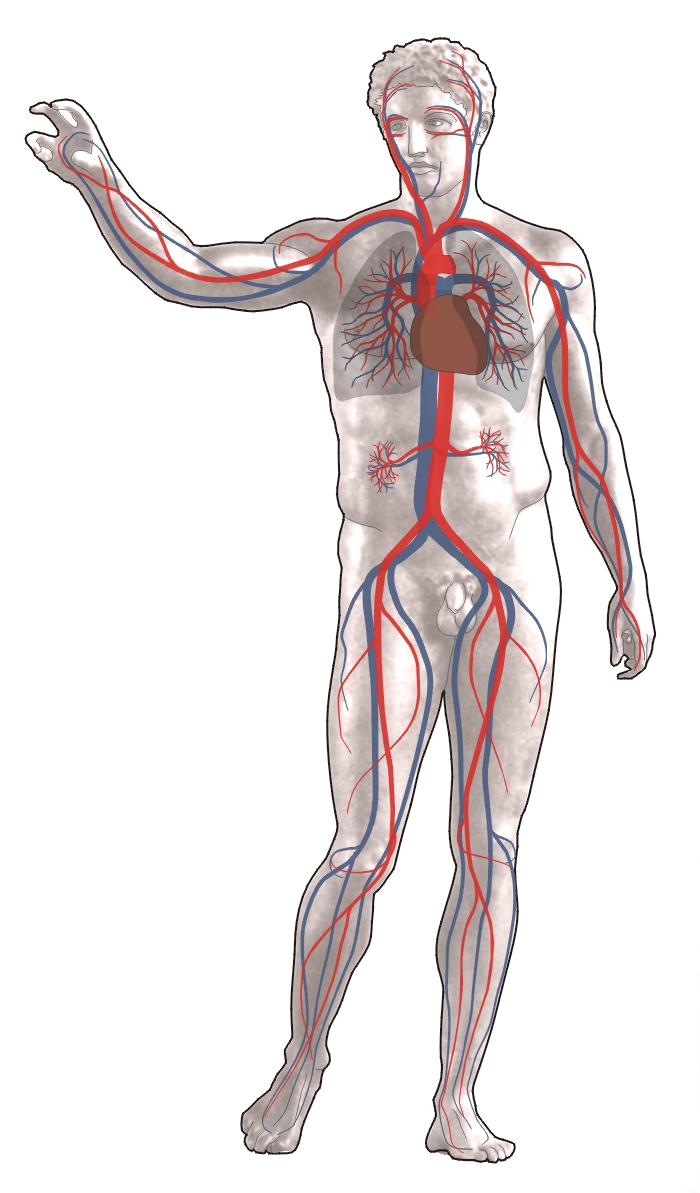
L'apparato circolatorio.

### Produzione
Gli elementi corpuscolati presenti nel sangue vengono originati, nei vertebrati, da cellule prodotte nel midollo osseo. Fanno eccezione gli uccelli, privi di midollo osseo, nei quali la produzione di alcune cellule del sangue avviene in un organo chiamato Borsa di Fabrizio. Questo tessuto è presente nelle ossa di tutto l'organismo in quantità variabile dai 3.000 ai 4.000 centimetri cubi; tuttavia la parte di esso effettivamente funzionante, cioè il midollo rosso, si aggira sui 1.500 centimetri cubi.
Da questo litro e mezzo di midollo rosso vengono fabbricati in un giorno circa 350 miliardi di globuli rossi, 25 miliardi di globuli bianchi e 500 miliardi di piastrine. Immaginando che la fabbricazione di cellule sia abbastanza uniforme, in un minuto vengono riversati nella circolazione 270 milioni di globuli rossi, 10 milioni di globuli bianchi e 540 milioni di piastrine.
Ciò significa che approssimativamente per ogni globulo bianco vengono formati 17 globuli rossi e 34 piastrine e che, per ogni globulo rosso giunto a maturazione vengono formate 3 piastrine.
Prelevando una goccia di sangue da una regione periferica dell'organismo (per esempio dal polpastrello di un dito), e contando in essa gli elementi presenti, si può dedurre che in un millimetro cubo si trovano approssimativamente 5 milioni di globuli rossi, 9 000 globuli bianchi e 16 milioni di piastrine; eseguendo le debite proporzioni, si otterrà che per ogni globulo bianco ci sono 815 globuli rossi e 2.430 piastrine e che per ogni coppia di piastrine c'è un globulo rosso. Il progenitore comune dei globuli rossi, globuli bianchi e piastrine, detto emocitoblasto, è una cellula che genera la parte corpuscolare del sangue: globuli rossi (eritropoiesi), globuli bianchi (granulocitopoiesi) e piastrine (piastrinopoiesi).

### Composizione

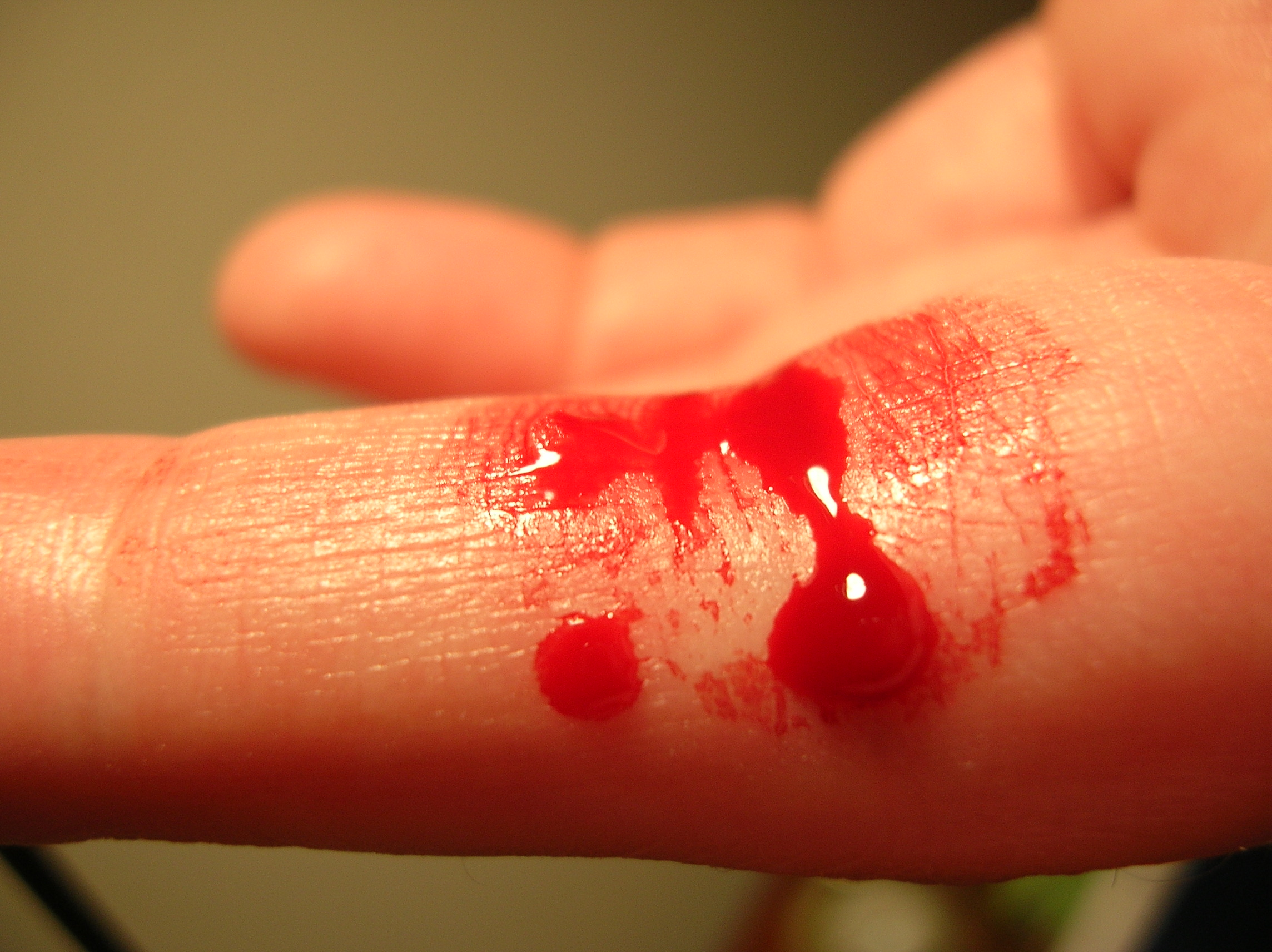
Sangue umano che fuoriesce da un dito ferito.

Il sangue umano è un fluido di colore variabile dal rosso rubino al rosso violaceo a seconda della quantità di ossigeno legato all'emoglobina e possiede una densità di 1,041-1,062 g/cm³. Negli esseri umani costituisce circa il 7,7% del peso corporeo e ha un pH (a livello arterioso) di 7,38-7,42. Nell'uomo il sangue è formato per il 55% da una parte liquida (valori indicativi per un uomo sano), detta plasma, e per il 45% da una parte corpuscolata, costituita dagli elementi figurati, cioè cellule o frammenti di cellule, mentre nella donna la parte liquida è rappresentata al 60% e la parte corpuscolata al 40%. La percentuale corrispondente alla parte corpuscolata è detta ematocrito ed è legata, in condizioni normali, al numero e al volume dei globuli rossi (eritrociti) circolanti, che occupano circa il 99% dell'ematocrito.
Come detto sopra il sangue arterioso, ricco di ossigeno, è di tonalità rosso vivo e brillante, mentre quello venoso, carico di anidride carbonica, è caratterizzato da tonalità rosso cupo.

#### Plasma
Il plasma è un liquido di colore giallo chiaro costituito per il 90% da acqua, per il 10% da sostanze organiche e sali disciolti. Ha un peso specifico inferiore a quello del sangue.
La proteina maggiormente rappresentata (60% del totale) è l'albumina: essa mantiene la pressione oncotica costante. Numerose le globuline (35% del totale), di cui fanno parte:
- le globuline α: con funzione di trasporto.
- le globuline β: hanno funzioni di trasporto ionico, di ormoni e di lipidi. Un esempio di beta globulina è il fibrinogeno (5% del totale delle proteine del plasma), la forma inattiva della fibrina, fondamentale per la costituzione dei coaguli.
- le globuline γ: dette pure immunoglobuline (o anticorpi) contribuiscono alla difesa immunitaria. Esistono 5 tipi di immunoglobuline: IgA, IgM, IgE, IgD e IgG.

Vi sono inoltre altri fattori della coagulazione: la protrombina, le proteine del sistema del complemento. Il plasma contiene anche glucidi, principalmente sotto forma di glucosio, nonché lipidi quali i trigliceridi e i fosfolipidi, quindi numerosi ioni, magnesio, sodio, potassio, cloruro, calcio, acido urico, urea, e altri cataboliti. Il plasma privo di fibrinogeno viene definito siero.

#### Elementi corpuscolati (o elementi figurati)
Le cellule del sangue o ematiche si distinguono in:
- Eritrociti o globuli rossi o emazie;
- Leucociti o globuli bianchi;
- Piastrine o trombociti.

Le cellule del sangue, nell'adulto, sono prodotte dal midollo osseo. Alcune di esse, come i linfociti, subiscono ulteriori modifiche in altri organi, come il timo, i linfonodi e la milza.

##### Eritrociti (o globuli rossi o emazie)
I globuli rossi sono gli elementi senza nucleo più numerosi del sangue, nell'uomo adulto raggiungono i 5 milioni, nella donna 4,5 milioni per millimetro cubo. Hanno la forma di un disco biconcavo, che facilita gli scambi per diffusione della membrana plasmatica, e, non possedendo nucleo (lo perdono durante l'emopoiesi), non possono essere definite quali cellule vere e proprie.
La membrana plasmatica conferisce agli eritrociti la possibilità di modificare velocemente la loro forma per poter scorrere anche nel lume dei più piccoli capillari spesso aventi un diametro comparabile con quello dello stesso eritrocita. La composizione della membrana plasmatica è simile a quella di tutte le altre cellule, è dunque costituita da un duplice strato fosfolipidico inframezzato da colesterolo, in cui sono immerse proteine estrinseche e intrinseche, altre invece formano lo scheletro di membrana. Questa sottile maglia è formata principalmente da filamenti di spettrina α e β e da microfilamenti di actina, che si connettono alle proteine del sovrastante doppio strato lipidico, interagendo con esse e determinando la grande deformabilità e flessibilità della membrana dell'eritrocita. L'anchirina è una voluminosa proteina che funge da connessione tra lo scheletro di membrana e le proteine immerse in questa, in particolare lega da una parte la subunità β della spettrina, dall'altra la banda 4.2, una proteina che funge anche da canale anionico. Una simile funzione caratterizza anche la proteina banda 4.1, che lega invece da una parte la banda 3 (una glicoproteina transmembrana) e dall'altra la glicoforina C (anch'essa glicoproteina transmembrana).
I radicali glucidici che costituiscono alcune glicoproteine degli eritrociti determinano anche il gruppo sanguigno; com'è noto esistono tre tipi di antigeni sanguigni, l'antigene 0, A e B che danno origine a quattro gruppi sanguigni (0, A, B, AB), ognuno di essi può avere inoltre fattore Rh positivo o negativo (e altri fattori minori). Coloro che possiedono Rh- sono donatori universali.
Il citoplasma degli eritrociti è d'aspetto omogeneo e contiene una proteina fondamentale affinché essi svolgano la loro funzione principale, cioè quella di trasportatori d'ossigeno, detta emoglobina. L'emoglobina è un tetramero formato da quattro unità di globulina (due catene α e due catene β), che racchiudono ciascuna, in una gabbia di amminoacidi idrofobici, un gruppo eme, contenente ferro bivalente. La particolare posizione del gruppo eme determina la difficoltà per agenti esterni di ossidare il ferro bivalente al suo interno in ferro trivalente, in tal caso infatti l'ossigeno sarebbe legato irreversibilmente alla proteina e quindi inutilizzabile per gli scambi. L'emoglobina con ferro trivalente è detta metaemoglobina, se invece vi si legasse monossido di carbonio sarebbe detta carbossiemoglobina. Nel sangue fetale esistono molte altre emoglobine, con maggiore affinità per l'ossigeno, in particolare fino al 3º mese di gestazione è presente l'emoglobina ε, fino al 6º mese dalla nascita la γ e la δ.
Nell'eritrocita non vi sono mitocondri, la fonte di energia principale, il glucosio, viene scissa tramite la glicolisi e la via degli esoso-fosfati. I globuli rossi sono prodotti dal midollo osseo rosso delle ossa piatte, hanno una vita di circa 120 giorni.
In alcune condizioni patologiche, l'eritrocita umano subisce cambiamenti morfologici, come nel caso dell'anemia falciforme dove si presenta come una foglia avvolta su se stessa.

##### Leucociti (o globuli bianchi)
I leucociti (o globuli bianchi) sono cellule contenenti un nucleo, più grandi ma meno numerose dei globuli rossi, in condizioni normali la loro concentrazione nel sangue è di circa 7.000/mm cubo; essi hanno inoltre il compito di difendere l'organismo dagli attacchi di agenti patogeni come batteri o virus migrando nel sangue per mezzo di agenti chemio-attraenti che permettono loro di raggiungere la sede dell'infiammazione.
I leucociti si distinguono in base alla presenza o assenza di granuli nel citoplasma.
I globuli bianchi del ricevente causano il rigetto dell'intero contenuto sanguigno e richiedono la ricerca della più alta compatibilità con il donatore per ridurre al minimo la terapia immunosoppressiva.

##### Trombociti (o piastrine)
Le piastrine svolgono un ruolo essenziale nell'emostasi, cioè nell'arrestare la fuoriuscita del sangue dai vasi che si verifica in seguito a una lesione. Esse non sono vere cellule, ma frammenti derivati da grandi cellule prodotte dal midollo osseo, che prendono il nome di megacariociti. La concentrazione delle piastrine nel sangue è di circa 250.000/mm³.

## Il sangue artificiale

Animazione della struttura dell'Emoglobina.

Vari studi sono orientati alla sintesi di sangue in laboratorio. La complessità della composizione del sangue rende impossibile ottenere un sangue artificiale di eguale qualità. Il caso ideale sarebbe la scoperta di un sangue conservabile per anni, compatibile con tutti i gruppi sanguigni, producibile non solo dall'uomo ma da tutti i mammiferi e al limite riproducibile in vitro per poter disporre di quantità illimitate. Al momento, è possibile isolare le principali componenti del sangue e farle riprodurre in vitro, per ottenerne quantità maggiori. Infatti, molte componenti del sangue (ad esempio i linfociti, ma anche i macrofagi, o meglio i monociti) sono cellule che, tramite segnali specifici, possono moltiplicarsi. Questo è ciò che accade normalmente per esempio in caso di infezione. Ebbene, attraverso l'uso di questi stessi segnali è possibile far moltiplicare queste cellule in vitro. Questo discorso, però, non vale per globuli rossi e piastrine, i quali non si moltiplicano in quanto sono cellule a uno stadio di differenziazione tale che non permette loro di moltiplicarsi. Questo rende però anche impossibile una loro coltura in vitro.
Esistono comunque dei composti che hanno la capacità di trasportare ossigeno (anche se ovviamente è minore rispetto ai globuli rossi), sulla cui scoperta ha avuto un ruolo importante l'americano Leland Clark.
Questi composti sono dei perfluorocarburi, ossia composti organici in cui tutti gli atomi di idrogeno sono stati sostituiti da atomi di fluoro (alcuni esempi sono la perfluoro decalina e la perfluorotrinormalpropilammina).
Il sangue svolge numerose funzioni tramite lunghe catene di reazioni chimiche, oltre a essere composto da molte sostanze. Perciò, sembra sia difficile arrivare a un sangue artificiale identico a quello umano sia a un composto che abbia tutte le stesse funzioni. Attualmente, è in sperimentazione una qualità di sangue artificiale, che può svolgere la funzione di ossigenazione dell'organismo, nel 2013 venne pubblicato una ricerca che si basa sulle emeritrine ricavate dai vermi marini, altre ricerche si basano sull'ottimizzazione dei processi di pulizia del sangue donato in modo da renderlo 0 Rh- e ottenere sangue universale.